# Лесковецький замок
45°57′07″ пн. ш. 15°28′15″ сх. д. / 45.951893726° пн. ш. 15.470893658° сх. д.

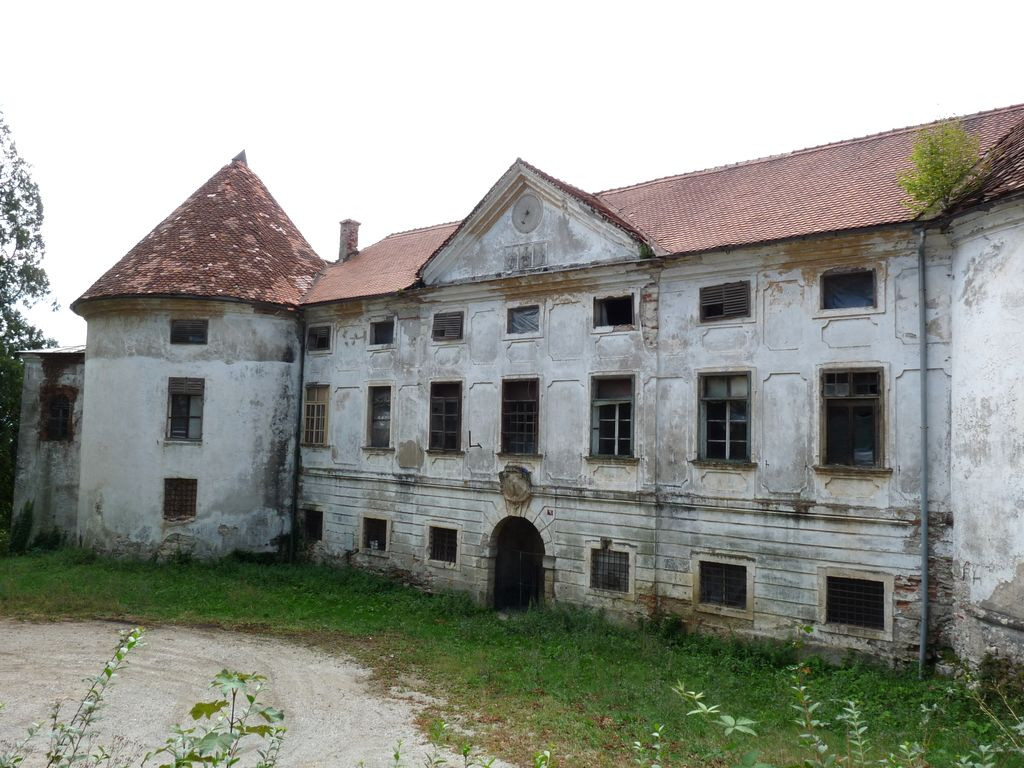
Лесковецький замок

Лесковецький замок або Замок Лесковець або Град Лесковець або Турнянський замок (словен. Grad Turn, Turn na Vrhu, Turnska graščina, Šrajbarski turn, Grad Leskovec; нім. Thurn am Hart)  — замок XV століття на північ від села Лесковець-при-Кршкем, община Кршко, південно-східна Словенія. Був перебудований у XVI та XVIII століттях.

## Назва
Назва Turn використовується для декількох замків у Словенії. Вона походить від слова turen 'башта', запозиченого з середньоверхньонімецького turn 'башта' (у свою чергу з латинської мови turris 'башта, замок' і з грецької τύρσις 'укріплене поселення'). Альтернативна назва Šrajbarski turn (буквально, 'Башта Шрайбара') відрізняється від інших замків із назвою Turn. Походження епітету Šrajbarski невідомо; може походити від раннього власника. Дивиться також Шинков Турн.

## Історія
Дві садиби на цьому місці згадуються в 1436 році, у властності барона Йохана Дюррера (von der Dur) одночасно з графами Целе, а пізніше продається останнім. Замок був захоплений і розграбований селянськими повстанцями в 1515 році. За графами Цельського слідували ще кілька власників, у тому числі барон Янез Вальвасор в 1581 році, графи Москоні, дім Ауерспергів з 1653 по 1903, барон Гагерн, і доктор Тренц.

## Архітектура

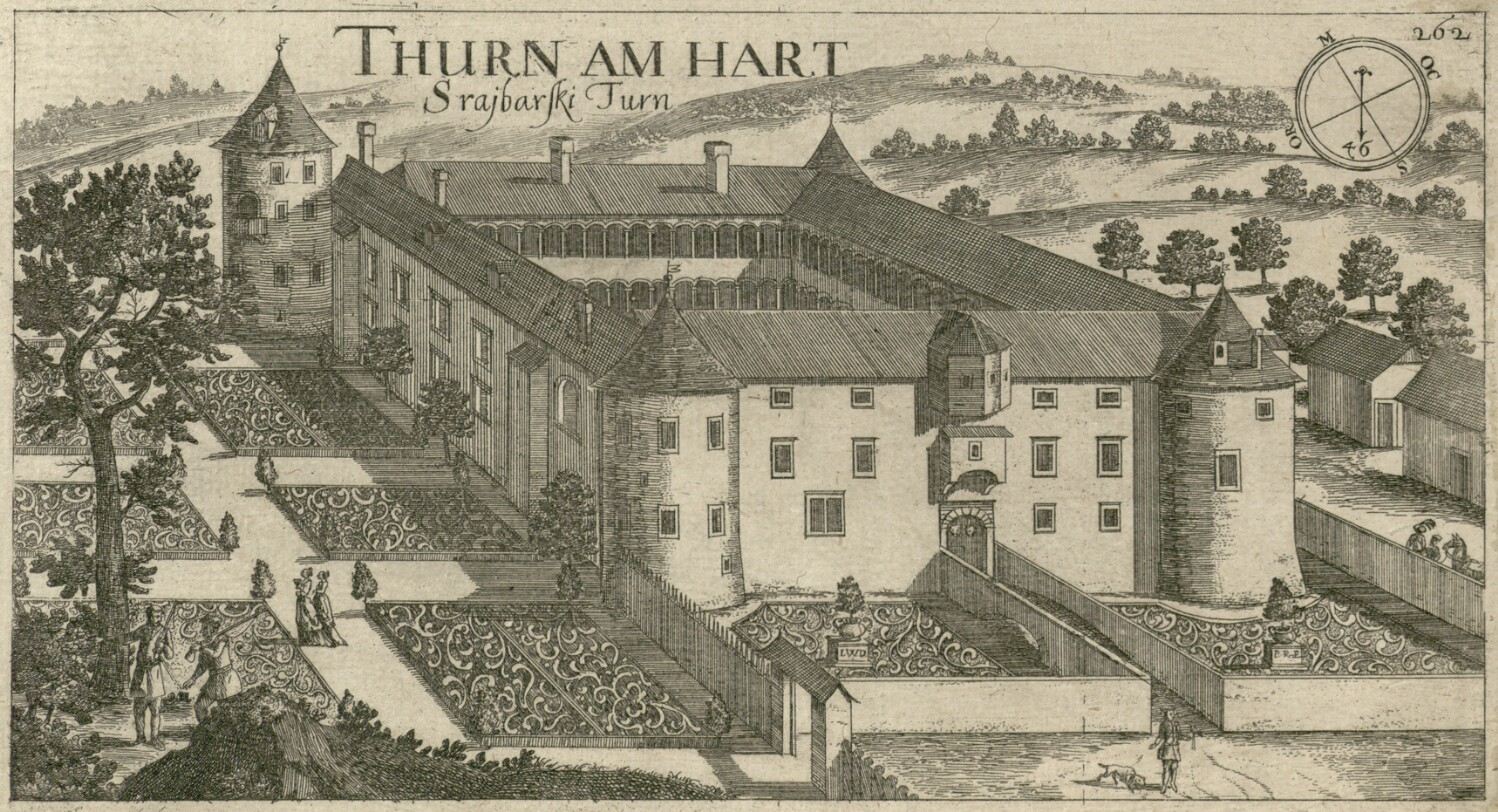
Лесковецький замок на гравюрі Вальвазора 1679 року

Замок Лесковець є типовим прикладом централізованої оборонної архітектури з кутовими баштами і прямокутним, аркадним внутрішнім двориком посередині. Нинішня структура датується другою чверті XVI-го століття, і була істотно завершена до середини XVI-го століття. Чотири житлові крила складають найзначнішу архітектурну особливість будівлі, красивий аркадний двір. Над головними воротами до замку знаходиться рельєф герба будинку Ауерспергів-Фалькенхайнів; у внутрішньому дворику стіни видно герб дворянської родини Хисль. У парку замку у ренесансному стилі XVII століття міститься пам'ятник, споруджений у пам'ять про знаменитого словенського ботаніка і сина хранителя замку Альфонса Пауліна (1853-1942).
 
Лесковецький замок та навколишні землі були оголошені Урядом Словенії пам'яткою культури національного значення в 1999 році.